# Brenthia pavonacella
Brenthia pavonacella (tên tiếng Anh: Peacock Brenthia Moth) là một loài bướm đêm thuộc họ Choreutidae. Nó được tìm thấy ở Bắc Mỹ, bao gồm Illinois, Maryland, Iowa, Oklahoma và South Carolina. Nó cũng được tìm thấy ở México.
Sải cánh dài khoảng 9 mm. Có ít nhất 2 đợt trưởng thành một năm ở Illinois.
Ấu trùng ăn các loài the underside of the leaflets của Desmodium.